# Lac Tsho Rolpa
Le lac Tsho Rolpa (également Cho Rolpa, népalais : च्छोरोल्पा, tibétain : མཚོ་རོལ་པ, Wylie : mtsho rol pa) est l'un des plus grands lacs glaciaires du Népal. Situé à une altitude de 4 580 mètres dans la vallée de Rolwaling, dans le district de Dolkha, il s'est considérablement agrandi au cours des 50 dernières années en raison de la fonte des glaciers dans l'Himalaya.

## Description
Le lac Tsho Rolpa est alimenté par le glacier Trakarding. Celui-ci retraite à un rythme de 20 mètres par an ce qui donne des dimensions qui augmentent depuis les années 1960. En 2010, il fait 3,45 km de long par 0,5 km de large, donnant une superficie totale de 1,53 km2 et un volume d'eau de 85,94 millions de m3. Le lac se déverses dans la rivière Rolwaling qui rejoint elle-même la rivière Tamakoshi à sa confluence. Le village de Naa est situé à 4 177 m d'altitude à environ 3,2 km en aval du lac.

## Inondations
Le lac menace de déborder son barrage qui est devenu instable, ce qui menacerait la vie et le bétail de plus de 67 000 villageois vivant autour de la rivière Tamakoshi qui y prend sa source,. En 2012, le Programme des Nations unies pour le développement (PNUD) a signalé qu'un système d'alerte précoce installé par les autorités à la fin des années 1990 est devenu obsolète par manque d'entretien. Il sera remplacé par un système d'alerte plus moderne pour les inondations glaciaires après les séismes de 2015 au Népal.